# Eva Pettersson
Eva Maria Pettersson, född Lindgren 23 december 1926 i Sala stadsförsamling, är en svensk textilkonstnär.
Pettersson studerade vid Konstfackskolan 1950–1952 och vid Aubusson 1960.
Bland hennes offentliga arbeten märks en ridå till Ättetorpskyrkan i Åby, Lidaledens kyrka i Norrköping, Hagebyskolan i Norrköping, Johannes församlingshem i Norrköping, kormattor till Kimstads, Gamleby, Ättetorp och Styrstads kyrkor, vävnad till Johannes församlingshem och kor i Norrköping, altartextil för Borgs klockaregård i Norrköping, textil för Östra Ny kyrka och textiler till Fiskeby bolags styrelserum.  
Pettersson är representerad vid Norrköpings konstmuseum, Norrköpings kommun och Östergötlands läns landsting. Från 1952 gift med konstnären Per Pettersson.